# Scarus perrico
Scarus perrico е вид бодлоперка от семейство Scaridae. Видът не е застрашен от изчезване.

## Разпространение и местообитание
Разпространен е в Гватемала, Еквадор, Колумбия, Коста Рика, Мексико, Никарагуа, Панама, Перу, Салвадор и Хондурас.
Обитава крайбрежията и скалистите дъна на морета, заливи и рифове в райони с тропически, умерен и субтропичен климат. Среща се на дълбочина от 1 до 36 m, при температура на водата от 22,4 до 24,5 °C и соленост 35 – 35,3 ‰.

## Описание
На дължина достигат до 76 cm.
Популацията на вида е стабилна.